# Miccolamia cleroides
Miccolamia cleroides är en skalbaggsart som beskrevs av Bates 1884. Miccolamia cleroides ingår i släktet Miccolamia och familjen långhorningar. Inga underarter finns listade i Catalogue of Life.